# Янчова
Янчова (пол. Janczowa) — село в Польщі, у гміні Коженна Новосондецького повіту Малопольського воєводства.
Населення — 527 осіб (2011).
У 1975-1998 роках село належало до Новосондецького воєводства.

## Демографія
Демографічна структура станом на 31 березня 2011 року:
|          | Загалом | Допрацездатний вік | Працездатний вік | Постпрацездатний вік |
| -------- | ------- | ------------------ | ---------------- | -------------------- |
| Чоловіки | 270     | 74                 | 170              | 26                   |
| Жінки    | 257     | 56                 | 145              | 56                   |
| Разом    | 527     | 130                | 315              | 82                   |